# پتروفسکه
شهر پتروفسکه (به روسی: Петровське) در استان لوهانسک در کشور اوکراین واقع شده‌است. جمعیت این شهر ۱۵٬۴۷۸ نفر  است.